# Kuhkopf
Le Kuhkopf est une montagne qui s’élève à 2 399 m d’altitude dans les Karwendel, en Autriche.